# Gare de Liancourt-Saint-Pierre
Ne pas confondre avec Gare de Liancourt - Rantigny.
Pour les articles homonymes, voir Gare de Saint-Pierre.
La gare de Liancourt-Saint-Pierre est une gare ferroviaire française de la ligne de Saint-Denis à Dieppe, située sur le territoire de la commune de Liancourt-Saint-Pierre, dans le département de l'Oise en région Hauts-de-France.
C'est une gare SNCF desservie par les trains du réseau Transilien Paris Saint-Lazare (ligne J).

## Situation ferroviaire
Établie à 123 m d'altitude, la gare de Liancourt-Saint-Pierre se situe au point kilométrique (PK) 54,834 de la ligne de Saint-Denis à Dieppe entre les gares de Lavilletertre et Chaumont-en-Vexin.

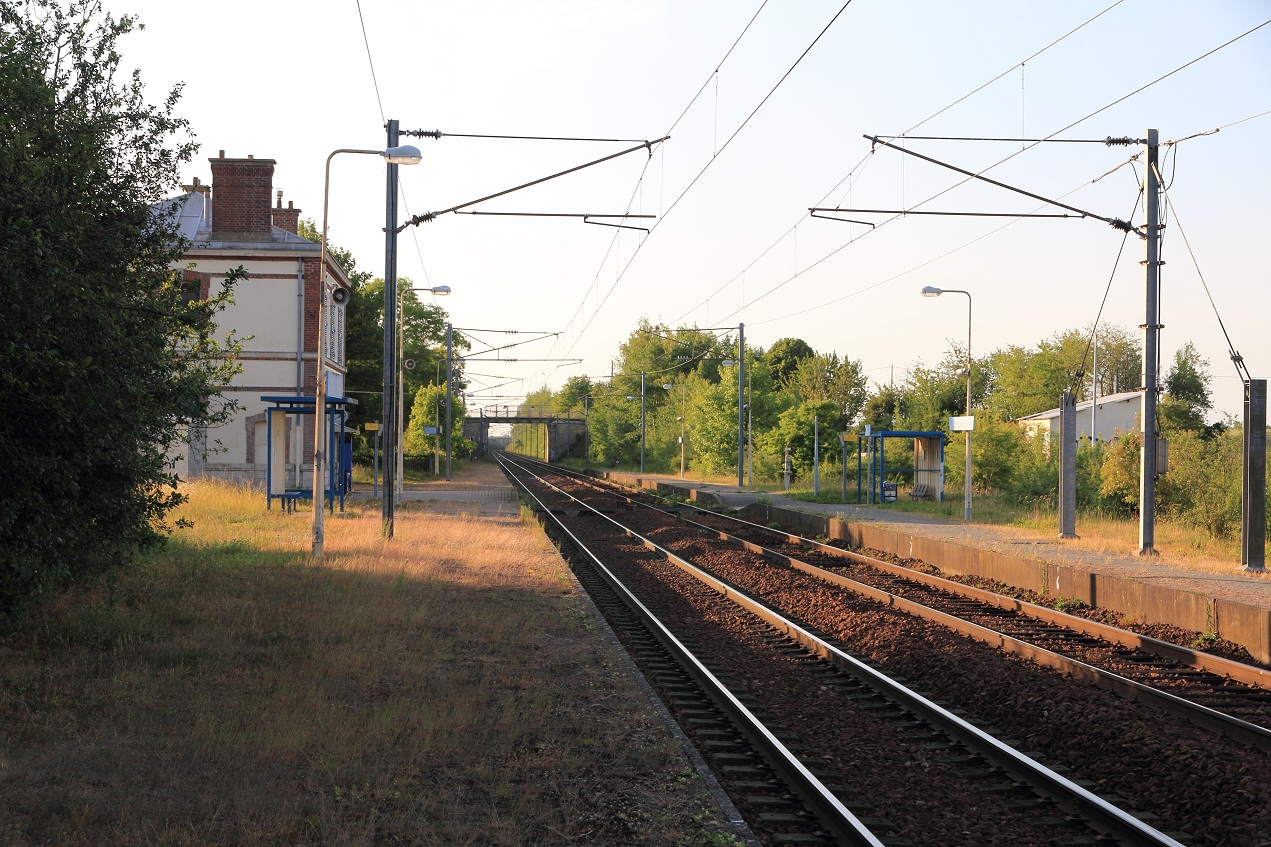
Vue des quais en direction de Gisors.

## Fréquentation
De 2015 à 2023, les estimations de la SNCF sont les suivantes :
| Année         | 2015   | 2016   | 2017   | 2018   | 2019   | 2020   | 2021   | 2022   | 2023   |
| ------------- | ------ | ------ | ------ | ------ | ------ | ------ | ------ | ------ | ------ |
| Fréquentation | 30 159 | 30 593 | 31 326 | 25 428 | 23 845 | 14 353 | 18 934 | 26 872 | 23 216 |

## Service des voyageurs

### Accueil
Le bâtiment est fermé et muré mais il existe un distributeur automatique de billets. Les horaires des trains desservant la gare sont répartis sur l'ensemble de la journée, dans un sens comme dans l'autre.
Un parc de stationnement est disponible devant la gare.

### Desserte
La gare est desservie par les trains du réseau Transilien Paris Saint-Lazare (ligne J), à raison d'un train toutes les deux heures aux heures creuses et d'un train toutes les heures aux heures de pointe.

### Intermodalité
La gare est desservie par la ligne 6106 du réseau interurbain de l'Oise.

## Cinéma
Plusieurs scènes (dont la scène finale) du film La Provinciale, sorti en 1981, de Claude Goretta et avec Nathalie Baye notamment, sont tournées devant la gare et sur les quais.

## Galerie de photographies

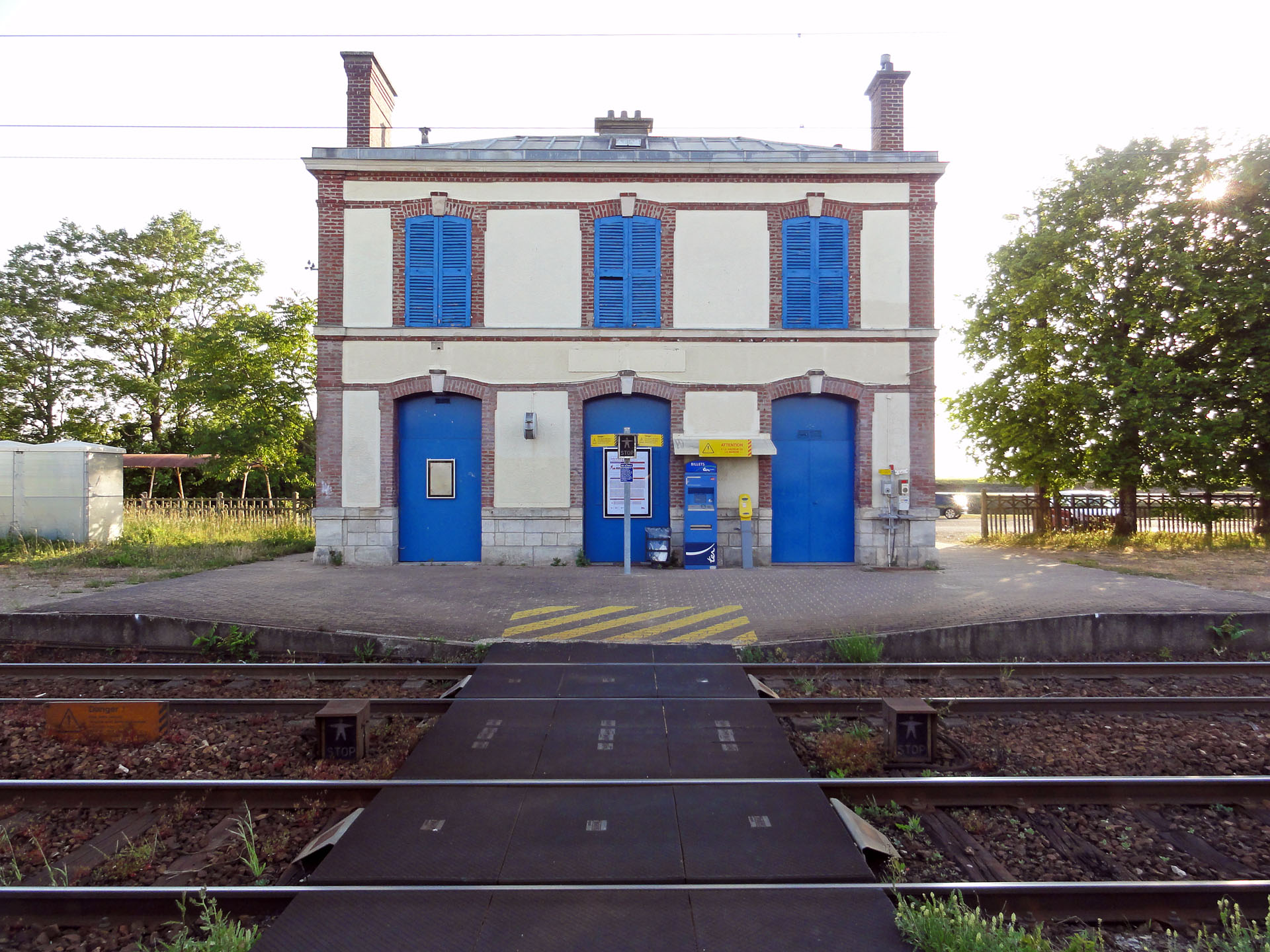
Façade du bâtiment côté voies.
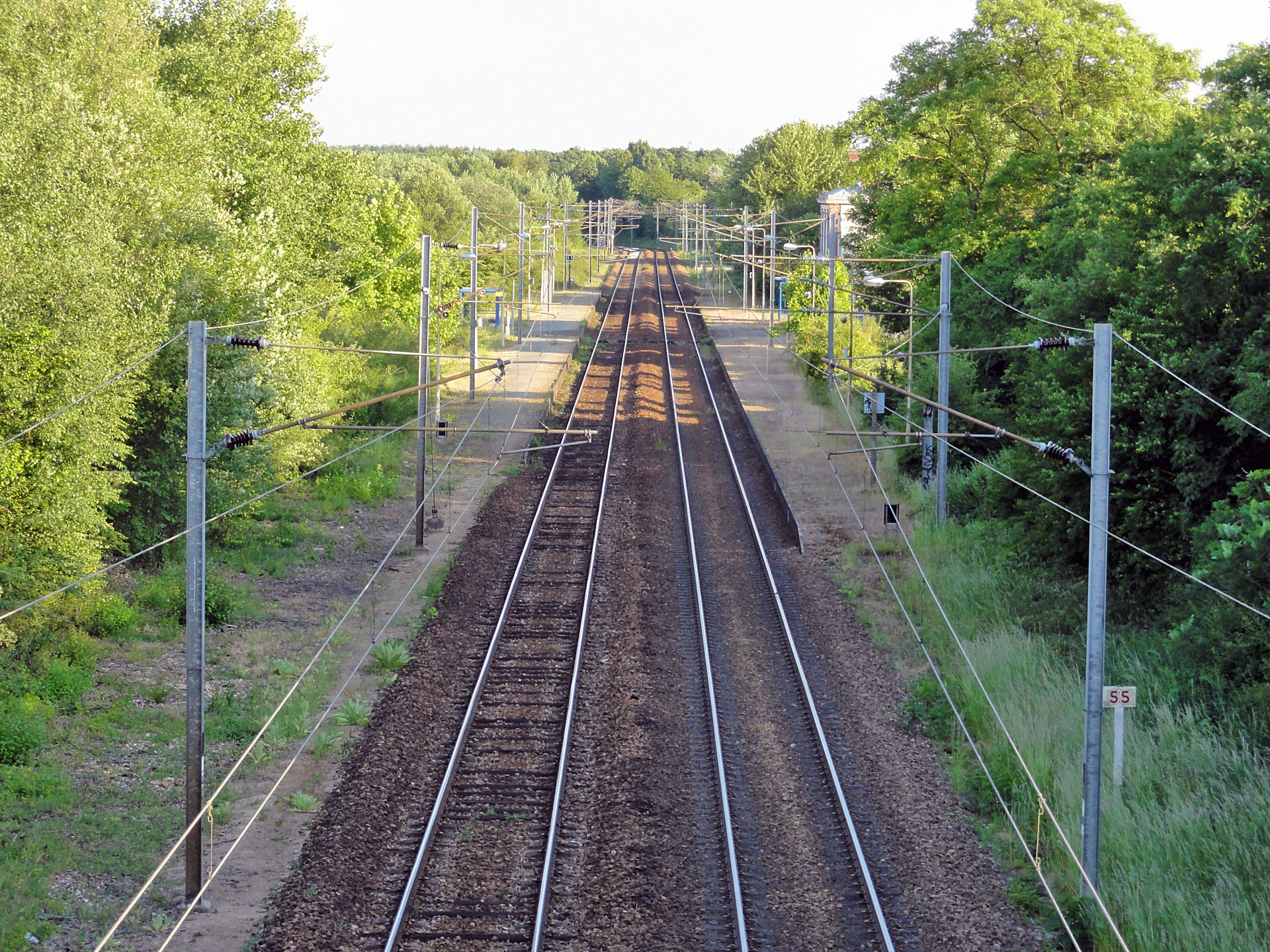
Vue d'ensemble des quais en direction de Paris.
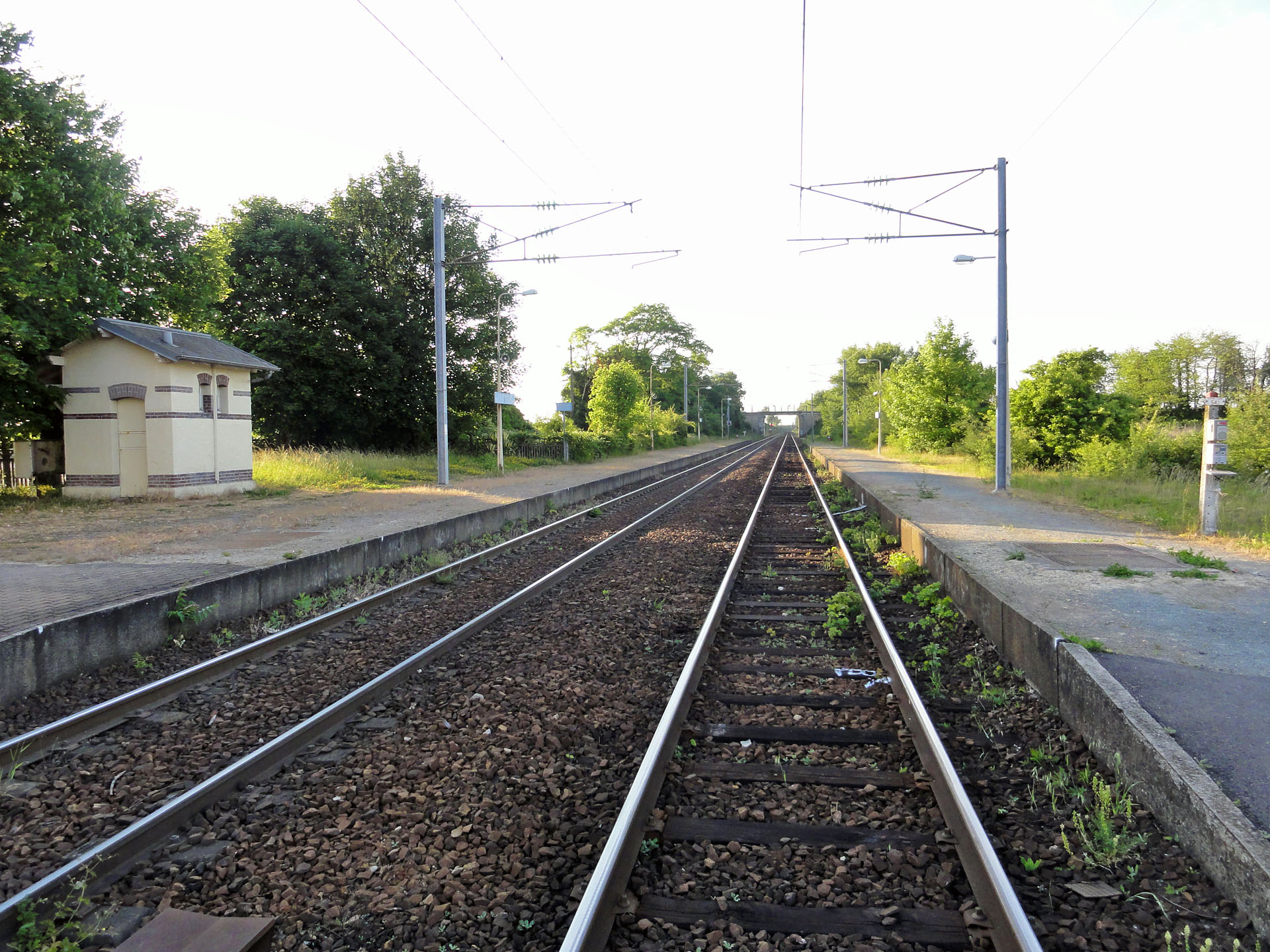
Les quais en direction de Gisors.
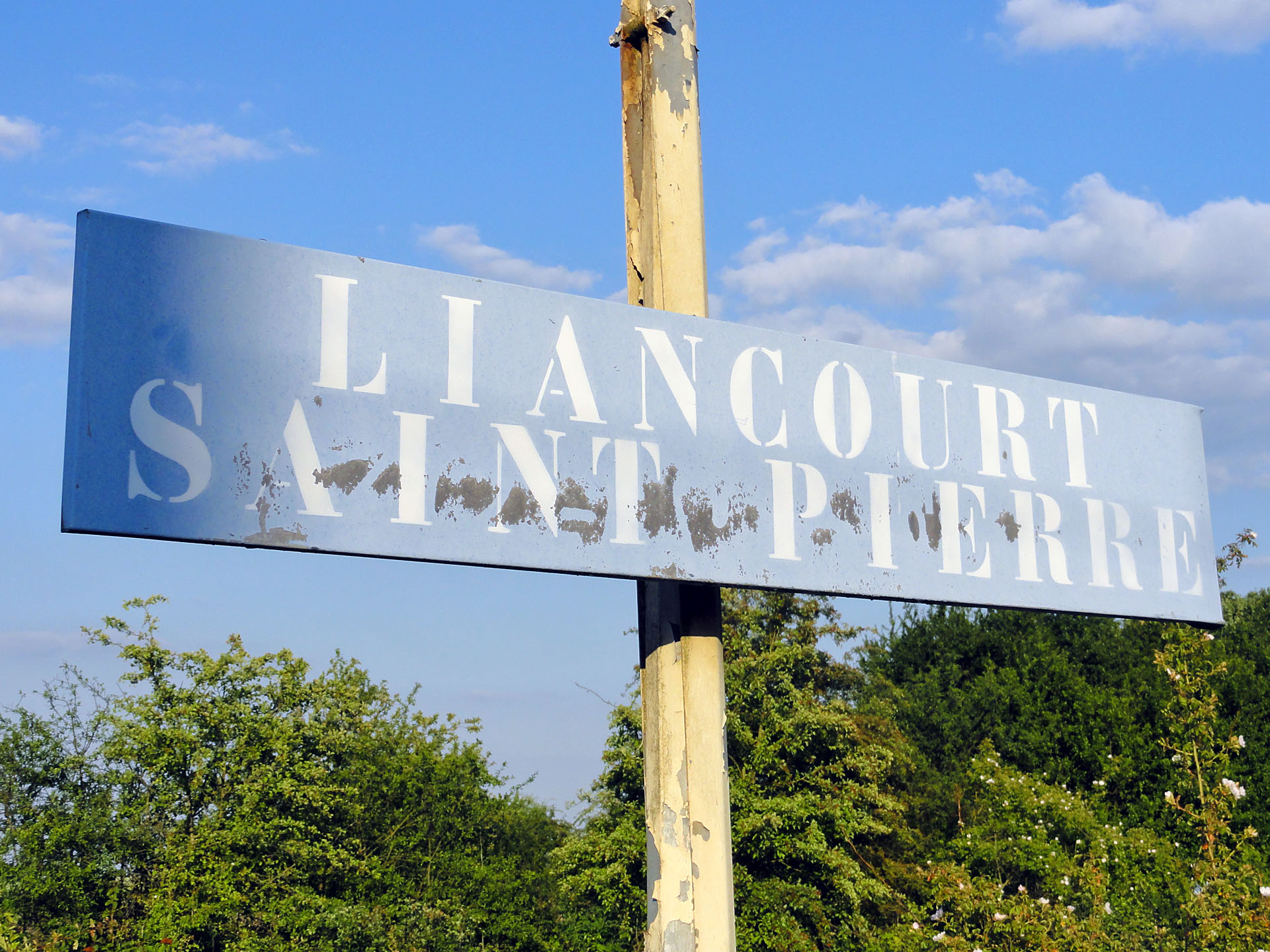
Signalétique de la gare.